# Erin Kelly (Schauspielerin)

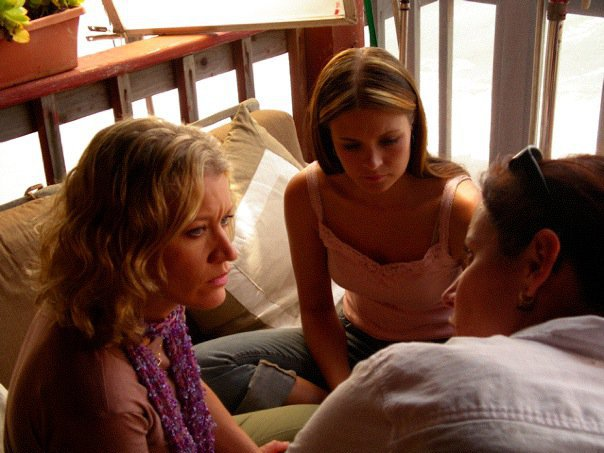
Erin Kelly am Set von Loving Annabelle, während sie eine Szene mit Katherine Brooks und Diane Gaidry bespricht. (2005)

Erin Rose Kelly (* 21. August 1981 auf Point Loma, San Diego, Kalifornien) ist eine US-amerikanische Schauspielerin.

## Leben und Karriere
Erin Kelly wuchs in Boulder, Colorado auf. Ihr jüngerer Bruder Jason Kelly ist Sänger. Kelly schloss 2000 das New Yorker Marymount Manhattan College im Fach Schauspiel erfolgreich ab. Außerdem studierte sie nach ihrem Umzug nach Los Angeles an der Meisner Technique School.
Kelly arbeitete in vier Filmen mit der US-Regisseurin Katherine Brooks zusammen. So spielte sie die Hauptrollen in Brooks’ Filmen Finding Kate und Loving Annabelle. In Brooks’ Film Waking Madison spielte Kelly neben Sarah Roemer, Imogen Poots und Elisabeth Shue die Rolle der Grace.

## Filmografie (Auswahl)
- 2004: Finding Kate (Kurzfilm)
- 2006: Loving Annabelle
- 2006–2007: Beyond the Break (Fernsehserie, 6 Folgen)
- 2008: Process (Kurzfilm)
- 2008–2011: Feed (Fernsehserie, 6 Folgen)
- 2010: Abnormal Abduction (Kurzfilm)
- 2010: Waking Madison
- 2011: Hippie Go Yuppie (Kurzfilm)
- 2012: Bizarre Love Triangle (Kurzfilm)
- 2014: Girltrash: All Night Long
- 2021: Trouble in Suburbia (Fernsehfilm)